# Invaze do Portugalska (1807)

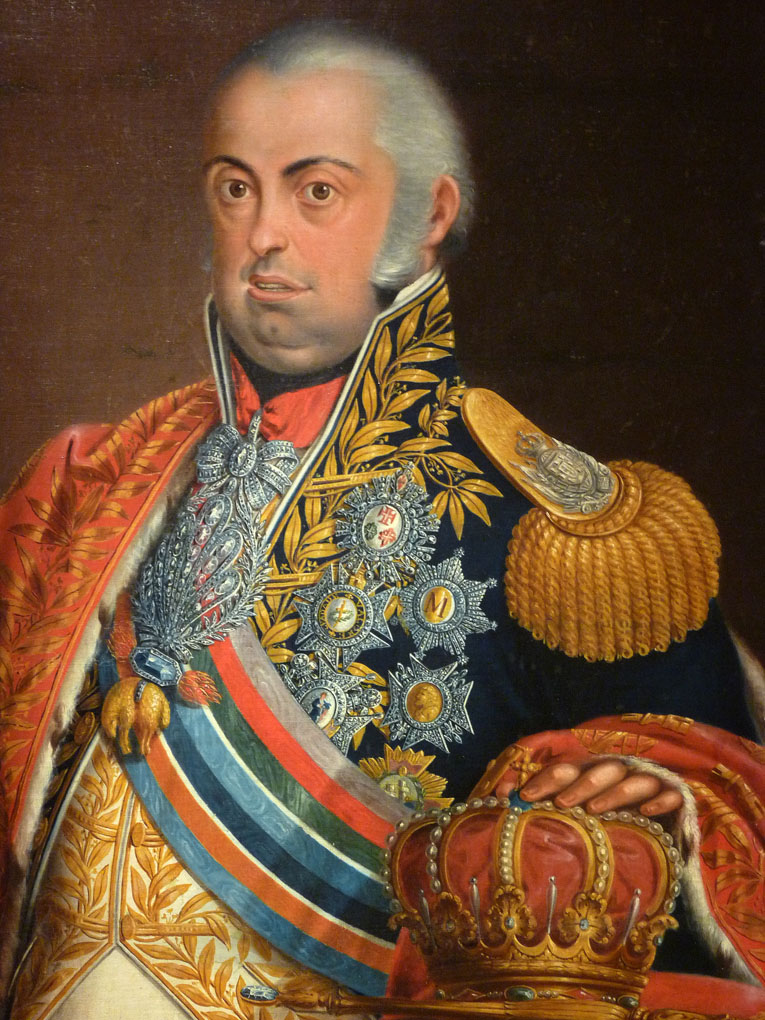
Portugalský regent Jan VI. Portugalský

Invaze do Portugalska (1807) je označení pro obsazení Portugalska vojsky Napoleonské Francie a jejího spojence Španělska v listopadu 1807 takřka bez boje. Brzy poté začala španělská válka za nezávislost.

## Pozadí
Portugalské království bylo již od středověku tradičním spojencem Anglie. Od Francouzské revoluce byly Francie a Velká Británie ve válce a Portugalsko podporovalo Británii, což vyústilo v tzv. Pomerančovou válku. Po ní byli Portugalci přinuceni uzavřít své přístavy britským lodím, což ovšem po bitvě u Trafalgaru začali porušovat. V Portugalsku formálně vládla královna Marie I., ovšem moc fakticky držel její syn Jan VI. Portugalský.
Dne 19. července 1807 Napoleon nařídil Portugalsku opět uzavřít přístavy pro britské lodě a to do 1. září téhož roku. 12. srpna Francie v podmínkách ještě přitvrdila a požadovala po portugalském regentovi vyhlášení války Velké Británii, předání loďstva do Francie a Španělska, zabavení britského majetku v zemi a zatčení britských obyvatel v Portugalsku. Regent souhlasil s přerušením diplomatických vztahů s Británii, ale odmítl zabavit britský majetek. 30. září Portugalsko opustili francouzští a španělští diplomaté.
12. října vyrazil francouzský generál Andoche Junot se svou armádou do Španělska, přičemž Francie uzavřela se Španělskem tajnou smlouvu z Fontainebleau, která stanovila okupaci jižního Portugalska španělskou armádou, střední části s Lisabonem francouzskou armádou a v okolí Porta vytvoření státu království Severní Lusitánie. Rovněž bylo stanoveno rozdělení portugalských kolonií mezi Francii a Španělsko. Smlouva však nebyla nikdy prakticky uplatněna.
Další den královská rodina spolu s dvořany a státním pokladem uprchla z Portugalska do Brazílie v doprovodu 20 válečných lodí.

## Invaze
Dne 12. listopadu vstoupila francouzská armáda do španělské Salamancy nedaleko západní hranice země. Cestou Francouzi potají mapovali španělské pevnosti. Napoleon nařídil pochod armády urychlit ze strachu, že se v Portugalsku vylodí Britové, aby bránili svého spojence. Francouzská armáda byla pochodem po vyprahlém západě Španělska vyčerpaná a přišla o polovinu koní. Od Španělů získala střelivo.

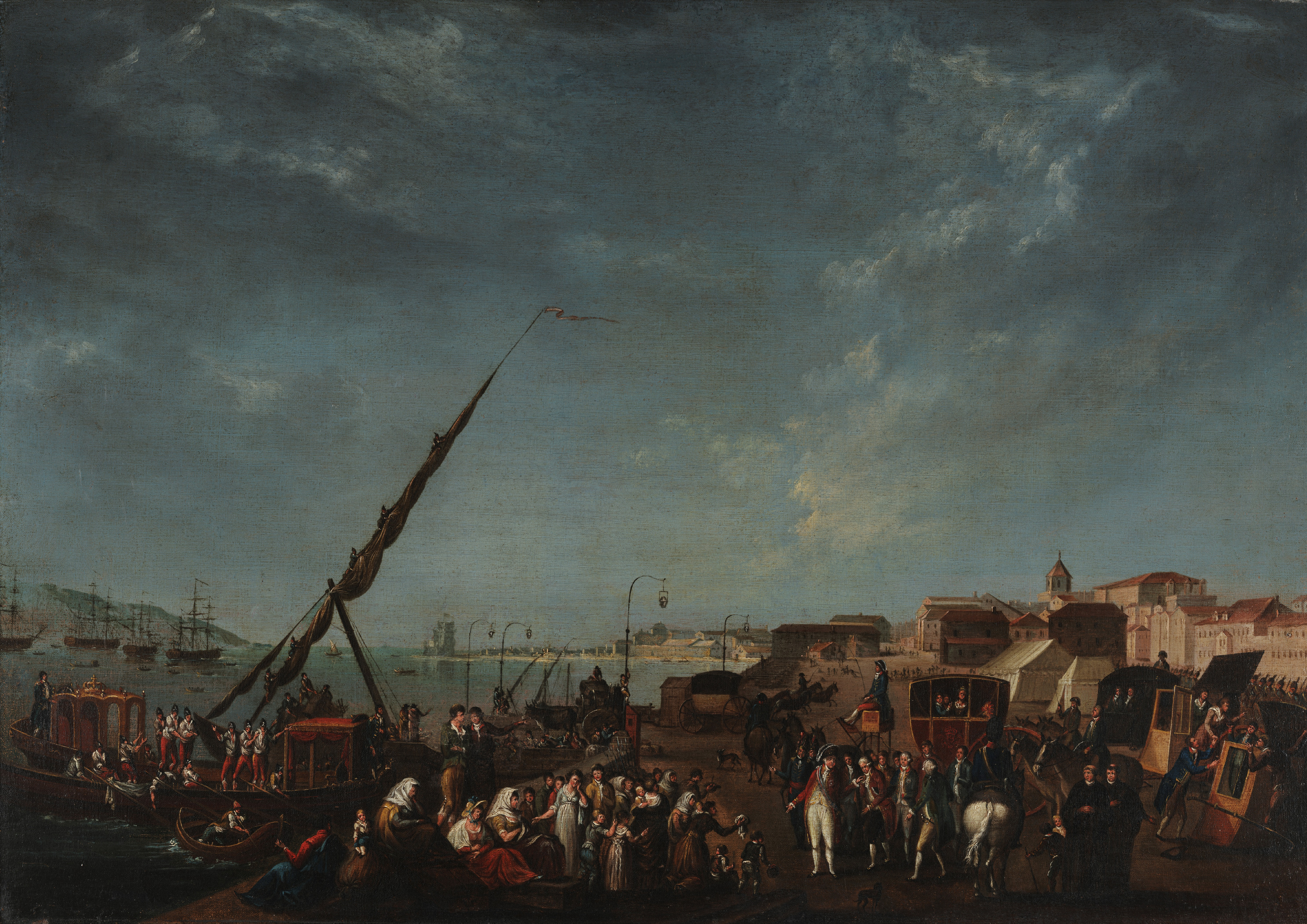
Útěk královské rodiny do Brazílie

19. listopadu francouzské jednotky vtrhly do Portugalska. Útok započal za prudkých dešťů, takže byla řada cest neprůchodná. Portugalsko nemělo šanci se ubránit proti francouzské armádě, která byla na svou dobu moderně vyzbrojená a organizovaná. Dne 30. listopadu vstoupilo 1 500 francouzských vojáků do Lisabonu. 2. prosince vtrhli do Portugalska i Španělé. Dne 29. listopadu přistála uprchlá královská rodina v Brazílii. 13. prosince obsadili Francouzi Porto. Téhož dne nechal Junot na portugalských úřadech vyvěsit francouzskou vlajku, v reakci na což vypuklo v ulicích Lisabonu lidové povstání, které však Francouzi snadno potlačili. Část portugalské armády byla rozpuštěna, zbytek se stal součástí francouzské armády. Byl vyslán do severního Německa doplnit francouzské pozice a později se účastnil francouzské invaze do Ruska. 15 000 Portugalců uprchlo do Brazílie. Majetek, který zanechali v Portugalsku, Napoleon nařídil zabavit.

## Následky
Dne 23. března 1808 se Napoleon pokusil na španělský trůn dosadit svého bratra Josefa Bonaparteho, což byla pro Španěly poslední kapka, po níž vypuklo celonárodní povstání. Francouzské okupační vojsko se tak v Portugalsku ocitlo odříznuté od Francie. V červnu 1808 vypuklo na severu Portugalska s centrem v Portu lidové povstání. Následovaly tvrdé boje po celém Pyrenejském poloostrově. Povstalcům později připluli na pomoc Britové a na konci napoleonských válek byla francouzská armáda z poloostrova definitivně vyhnána. V Portugalsku byla poté ustanovena prozatímní vláda, která v roce 1820 povolila návrat krále z Brazílie pod podmínkou, že nebude mít absolutní pravomoci. Z Portugalska se tak stala konstituční monarchie. 
Petr, starší syn Jana VI., nadále zůstával v Brazílii, kde vládl jako regent. V roce 1822 vyhlásil nezávislost Brazílie na Portugalsku a krátce na to se jako Petr I. stal prvním brazilským císařem.